# كرافت هاينز
كرافت هاينز شركة أمريكية  للمواد الغذائية  في جميع أنحاء العالم والتي تشكلت من اندماج كرافت فودز وهاينز. ، وهذا الاندماج كانت مدعوما من قبل شركة 3 جي كابيتال و بيركشاير هاثاواي التي استثمرتا  10 مليارات دولار في الصفقة، مما يجعل كرافت هاينز بقيمة 46 مليار دولار. ، وفي عام 2015 امتلكت شركة كرافت  هاينز 13 ماركة تجارية مختلفة مع تحقيق  500  مليون دولار أو أكثر في حجم المبيعات السنوية.

## الاندماج
تم الاندماج بموافقة مجالس إدارة كلا من الشركتين، مع موافقة المساهمين والسلطات التنظيمية. ، واصبحت الشركة الجديدة  خامس أكبر شركة للأغذية والمشروبات على مستوى العالم  و ثالث أكبر الشركات في الولايات المتحدة. ويقع المقر الرئيسي للشركة في بيتسبرغ وهو المقر لشركة هاينز. وتم الانتهاء من الاندماج في 2 تموز / يوليو 2015.

## وصلات خارجية
- الموقع الرسمي